# 27. srbska brigada (NOVJ)
Za druge 27. brigade glejte 27. brigada.
27. srbska brigada (srbohrvaško: 27. srpska brigada) je bila brigada v sestavi Narodnoosvobodilne vojske in partizanskih odredov Jugoslavije in ki je delovala med drugo svetovno vojno na področju Kraljevine Jugoslavije.

## Organizacija
- štab
- 4x bataljon